# Niccolo Quintarelli
Niccolò Quintarelli (Venetië, 19 januari 1989) is een Italiaanse golfprofessional.
Quintarelli studeerde economie aan de Ca Forcari-universiteit in Venetië. 

## Amateur
Quintarelli was lid van de Venezia Golf Club, waar hij les kreeg van Niccolò Bisazza. Hij kwam in 2003 in de nationale jeugdselectie. Van 2009-2011 speelde hij toernooien voor de wereldranglijst. In 2010 was hij de beste amateur bij het Roma Open en het Nationaal Open. In 2011 verloor hij de play-off van het Fins Amateur. In 2010 en 2011 deed hij mee aan het Italiaans Open. Aan het einde van zijn amateurtijd had hij handicap +3.

## Professional
Quintarelli werd in 2011 professional en begon op de Alps Tour. Hij eindigde daar in 2012 op de 5e plaats en promoveerde naar de Challenge Tour van 2013. Daar eindigde hij in de top-100 van de Challenge Tour Ranking (CTR). In 2012 werd hij lid van het nationale team.

### Gewonnen
Alps Tour
- 2012: l'Internorm Trentino Dolomiti Golf Open (-11)

## Ranking
| Jaar | 2013 | 2014 |
| ---- | ---- | ---- |
| OWGR | 1280 |      |
| CTR  | 97   |      |